# Kamigyō-ku (Kyōto)
Kamigyō-ku (japanisch 上京区, deutsch „oberer Hauptstadtbezirk“) ist einer von elf Stadtbezirken (ku) von Kyōto, Japan. Er liegt etwa in der Mitte des heutigen Kyoto und bildet den nördlichen Teil der historischen Innenstadt. Die östliche Grenze des Stadtbezirks verläuft entlang dem Fluss Kamo.

## Geschichte
Er wurde am 10. April 1879 als Teil der alten Stadtpräfektur Kyōto (Kyōto-fu) gegründet. Bei der Reorganisation des japanischen Gemeindewesens am 1. April 1889 wurde aus ihm und Kamigyō-ku die Stadt (shi) Kyōto gebildet. Am 1. April 1929 wurden der Osten als Stadtbezirk Sakyō-ku ausgegliedert und aus dem Südteil gemeinsam mit dem Nordteil von Shimogyō-ku der Stadtbezirk Nakagyō-ku gebildet. Seine heutigen Grenzen erhielt er am 1. September 1955 mit der Ausgliederung von Kita-ku im Norden.

## Sehenswürdigkeiten
Das Gebiet war früher, als Kyoto die Hauptstadt Japans war, von den Residenzen der kaiserlichen Familie und der Führungsschicht geprägt. In dem Bezirk liegen der Kaiserpalast von Kyoto, der Tempel Shōkoku-ji, der Kitano Tenman-gū (Shintō-Schrein), der Seimei-Schrein und der Imadegawa-Campus der Dōshisha-Universität. Die Seidentextilien (Nishijin-ori), für die Kyoto berühmt ist, stammen aus Kamigyō.

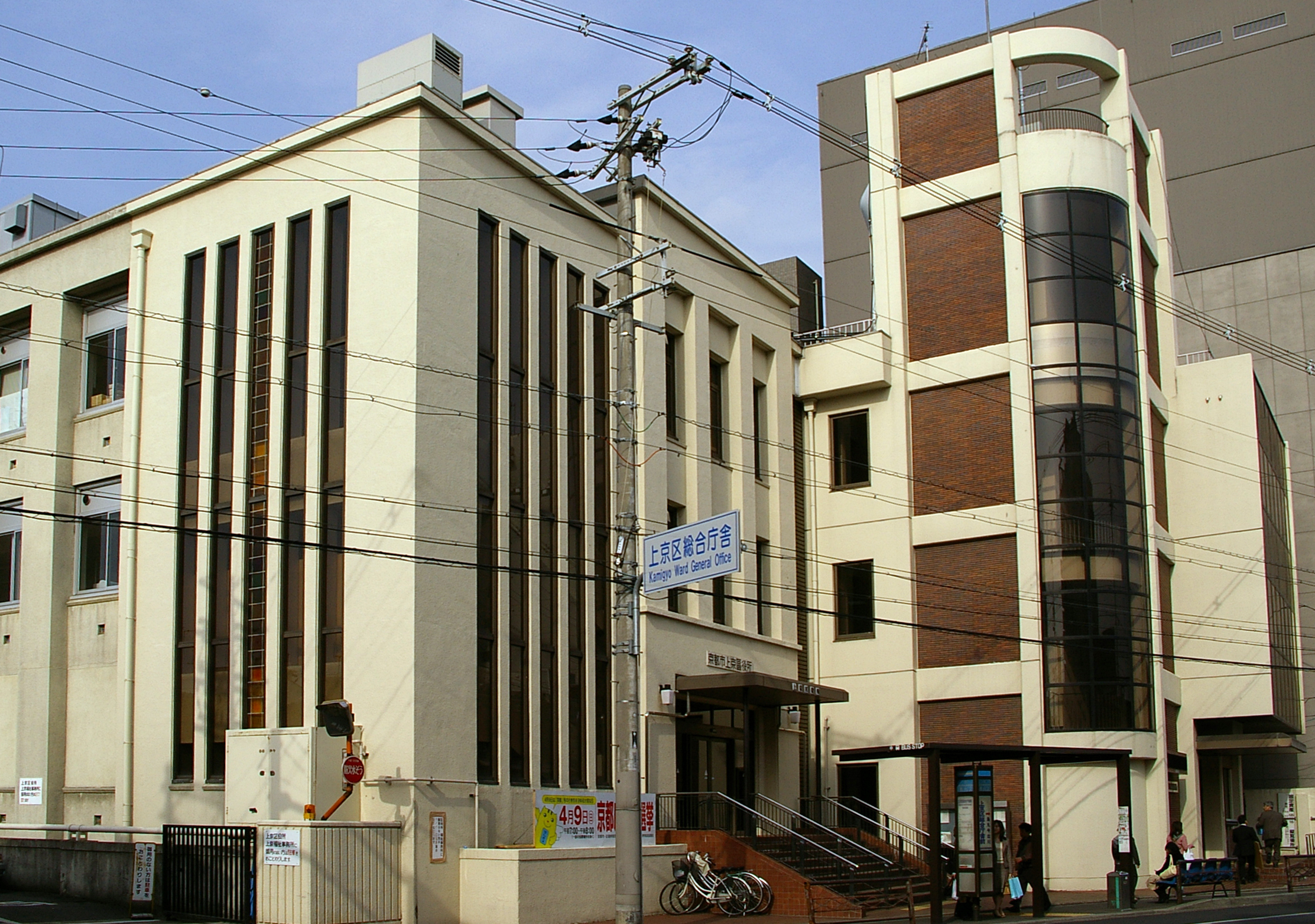
Bezirksverwaltung
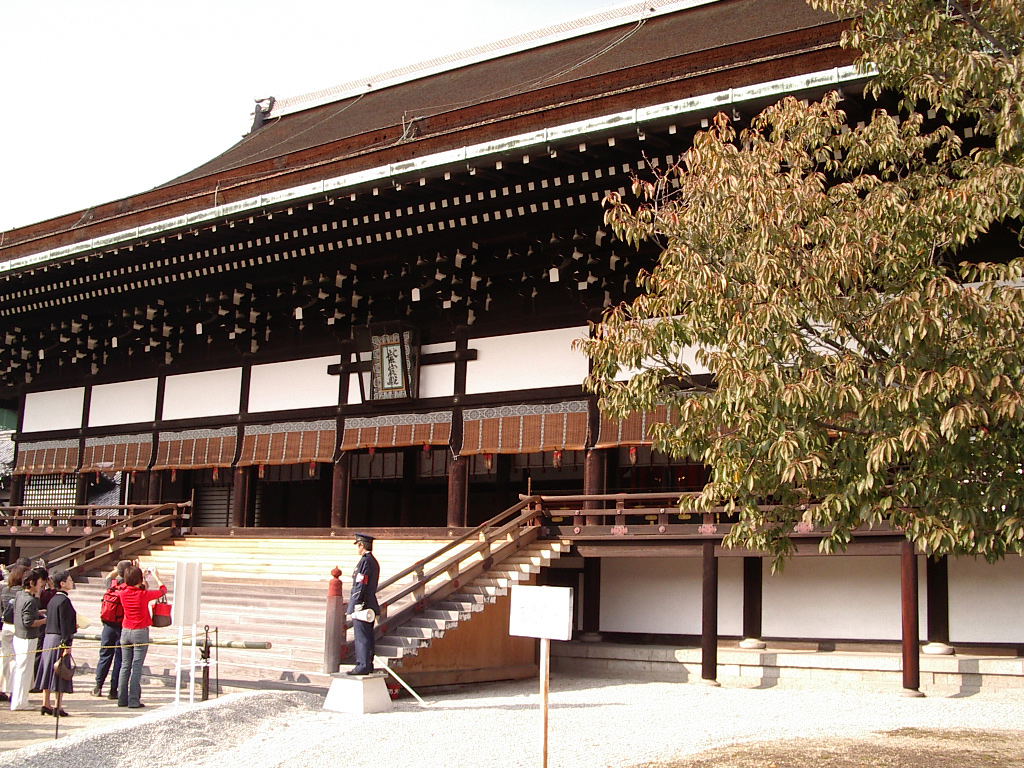
Die Shishinden-Haupthalle im Kaiserpalast von Kyoto